# Münzennatter
Die Münzennatter (Hemorrhois nummifer, Syn.: Coluber nummifer) ist eine Schlangenart aus der Familie der Nattern. Sie ist im östlichen Mittelmeerraum und Zentralasien beheimatet.

## Merkmale
Die Münzennatter ist eine kräftige Schlange mit einer maximalen Gesamtlänge von 1,4 m. Der kräftig-breite Kopf ist deutlich vom Rumpf abgesetzt. Die relativ kleinen Augen haben eine runde Pupille. Die Grundfarbe ist oberseits grau, olivgrau oder graubraun. Auf der Kopfoberseite hinter den Augen finden sich meist zwei dunkle, nach hinten und außen ziehende Streifen. Gelegentlich kommt ein dunkles Querband zwischen den Augen vor. Charakteristisch ist die Reihe großer dunkler Flecken auf dem Rücken und der Schwanzoberseite, die häufig isoliert und oft hell gerandet sind. Diese sind rundlich-oval und erinnern dann an Münzen, sind manchmal aber auch rautenförmig. Auch können sie zu einem breiten Wellen- oder Zickzackband zusammenfließen. An den Flanken finden sich jeweils zwei Reihen dunkler, alternierender Flecken. Die Zeichnung der Oberseite kann mit zunehmendem Alter der Tiere verblassen. Es kommen auch völlig zeichnungslose Individuen vor. Die Bauchseite ist grauweiß bis gelblichweiß. Die Jungtiere sind deutlich kontrastreicher als die Alttiere gefärbt.
Eine Verwechslungsgefahr besteht mit der giftigen Bergotter (Montivipera xanthina), die jedoch eine schlitzförmige Pupille und auf der Kopfoberseite viele kleine Schuppen aufweist, während es bei der Münzennatter große Kopfschilder sind.

## Verbreitung
Das Verbreitungsgebiet der Münzennatter erstreckt sich von den südostägäischen Inseln Leros, Kalymnos, Kos, Symi, Rhodos, Lipsi und Kastellorizo über die südwestliche und südliche Türkei und Zypern ostwärts bis nach Transkaukasien und die zentralasiatischen Länder Turkmenistan, Usbekistan, Kasachstan und Kirgisistan. Nach Südosten hin besiedelt sie den Westen Syriens, Jordanien, den Libanon, Israel und den Nordosten Ägyptens auf der südlichen Sinai-Halbinsel und der Umgebung von Kairo.

## Lebensraum

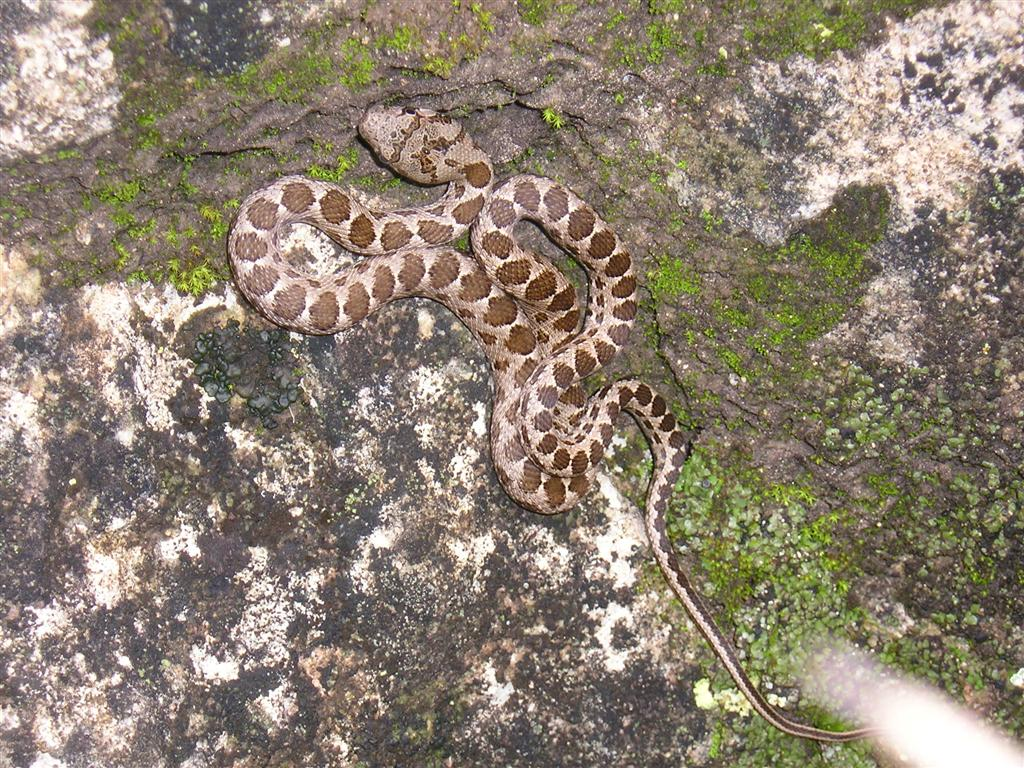

Von Meeresspiegelhöhe bis maximal 1800 m über NN in der Türkei, meist aber unterhalb von 1000 m Höhe. Die bevorzugten Lebensräume stellen trockene, sonnenexponierte Geröllhänge mit gering entwickelter Vegetation dar. Daneben findet sich die Art in Ruinen, an Legesteinmauern und Ackerrändern, sowie in lichten Wäldern.

## Lebensweise
Über die Lebensweise ist wenig bekannt, vermutlich ähnelt sie der von Ravergiers Zornnatter (Hemorrhois ravergieri).